# Крилов Андрій Іванович
Андрій Іванович Крилов  (рос. Андрей Иванович Крылов, 10 травня 1956) — радянський плавець, олімпійський чемпіон.

## Виступи на Олімпіадах
| Олімпіада     | Дисципліна                            | Місце |
| ------------- | ------------------------------------- | ----- |
| Монреаль 1976 | плавання на 100 метрів вільним стилем | 8     |
| Монреаль 1976 | плавання на 200 метрів вільним стилем | 4     |
| Монреаль 1976 | естафета 4 × 200 вільним стилем       | 2     |
| Монреаль 1976 | комплексна естафета 4 × 100           | 5     |
| Москва 1980   | плавання на 200 метрів вільним стилем | 2     |
| Москва 1980   | плавання на 400 метрів вільним стилем | 2     |
| Москва 1980   | естафета 4 × 200 вільним стилем       | 1     |